# Keigo Ōuchi
Keigo Ōuchi (japanisch 大内 啓伍 Ōuchi Keigo; geboren 23. Januar 1930 in Tokio; gestorben 9. März 2016) war ein japanischer Politiker, zwischen 1976 und 1996 mit Unterbrechung für sechs Wahlperioden Mitglied des Abgeordnetenhauses, dem Unterhaus des Nationalparlaments, und 1993 bis 1994 Sozialminister in den Anti-LDP-Koalitionsregierungen.

## Leben und Wirken
Keigo Ōuchi studierte an der Waseda-Universität Rechtswissenschaften. Nach dem Abschluss schloss er sich dem rechten Flügel der in dieser Zeit gespaltenen Sozialistischen Partei Japans (SPJ) an und war dort Mitglied des politischen Beratungsausschusses. Nach der Wiedervereinigung der beiden SPJ-Flügel 1955 (1955er System) war er an der Planung der Abspaltung der Demokratisch-Sozialistischen Partei (DSP) 1960 beteiligt. Nach Tätigkeiten im Sekretariat des politischen Beratungsausschusses und als Leiter der PR-Abteilung der Partei (bei der DSP 教宣局 kyōsen-kyoku) wurde er 1972 Chefredakteur der DSP-Zeitschrift Kakushin (革新; „Neugestaltung“/„Fortschritt“).
1976 wurde Ōuchi im damaligen SNTV-Fünfmandatswahlkreis Tokio 2 zum ersten Mal in das Unterhaus gewählt. 1979 wurde er Leiter des politischen Ausschusses der Partei. 1985 wurde er Generalsekretär unter dem Vorsitzenden Saburō Tsukamoto, trat jedoch zurück, weil er selbst bei den Unterhauswahlen 1986 abgewählt wurde. 1990 wurde er wieder ins Unterhaus gewählt und löste Nagasue Eiichi als Parteivorsitzender ab. Er versuchte, die Partei zu stärken, indem er von der Linie der „Shakōmin Rosen“ zur Linie der „Jikōmin Rosen“ wechselte.
Als die Liberaldemokratische Partei durch Austritte die Mehrheit verlor und auch bei der Wahl 1993 ohne Mehrheit blieb, führte er die DSP in die Koalitionsregierung aller bisherigen Oppositionsparteien außer den Kommunisten (Kabinett Hosokawa) und wurde Gesundheits- und Sozialminister. Er blieb auch kurzlebigen Nachfolgekabinett Hata Minister; aber die Regierung hatte schon zu Beginn durch den Koalitionsaustritt der Sozialisten die Mehrheit in beiden Kammern des Parlaments verloren. Mit dem Scheitern der Anti-LDP-Koalitionsregierung und der Bildung der Großen Koalition aus LDP und SPJ trat er im Juni als Parteivorsitzender zurück. 
Bei der Auflösung der DSP 1994 wurde Ōuchi nicht Mitglied der NFP. Er trat stattdessen dem Jiyū Rengō (nach der englischen Eigenübersetzung meist als „Liberale Liga“ übersetzt) bei, wo er 1995 Parteivorsitzender war. Anschließend trat er der LDP bei. Für diese wurde er nach der Wahlrechtsreform bei der Unterhauswahl 1996 im neuen FPTP-Einmandatswahlkreis Tokio 4 gegen Shōkei Arai (damals unabhängig, ex-LDP→LP→NFP, später LDP) abgewählt. Bei der Wahl 2000 kandidierte er nur noch im Verhältniswahlblock Tokio auf dem gesetzten LDP-Listenplatz 5, aber die LDP gewann dort nur vier Sitze. Anschließend zog er sich aus der Politik zurück.